# 興梠慎三
興梠慎三（Koroki Shinzo, 1986年7月31日—），日本足球運動員，現效力日職球隊浦和紅鑽，司職前鋒，前日本國家足球隊成員。

## 俱樂部生涯
兴梠慎三2005年从鹏翔高中毕业加盟鹿岛鹿角，本赛季为鹿岛鹿角在联赛出场30场打进11球。
浦和红钻官方宣布同联赛的鹿岛鹿角前锋兴梠慎三加盟球队。
浦和红钻在日职第6轮比赛中主场2-0完胜湘南比马，兴梠慎三打进加盟浦和后的首粒进球，同时是他个人在日职联赛的第50球。
2017年4月7日，浦和红钻主场7-0大胜仙台維加泰的联赛中，这位前日本国脚上演了帽子戏法。
日职联赛官方宣布，浦和红钻锋线大将兴梠慎三当选为了2017年4月的日职联赛MVP。
浦和红钻的前锋兴梠慎三在日职第25轮对阵湘南比马的比赛中攻入1球，这是他本赛季第10个联赛进球，同时他也创造一项纪录，他取得了前所未有的连续8个赛季都能攻入双位数字的进球。
2019年亚冠半决赛，浦和红钻客场1-0击败广州恒大，以两回合3-0的比分晋级决赛，打进全场唯一进球的浦和队长兴梠慎三当选最佳球员。

## 國家隊生涯
浦和红钻前锋兴梠慎三在此前的三个赛季均完成了单季进球数达到双位数的成绩，这次是他时隔3年9个月重返日本国家队的大名单，但此前他代表日本国家队出场的12场国际A级赛事中没有进球。
兴梠慎三入选日本国家足球队，参加2018年世界盃外围赛。
兴梠慎三入选日本23岁以下足球代表队，将作为超龄球员征战2016年里约奥运会。

## 外部連結
- National Football Teams （页面存档备份，存于）
- Japan National Football Team Database
- 興梠慎三 – FIFA國際賽競賽紀錄 (存檔)
- 日本職業足球聯賽中的興梠慎三 （日語）
- Profile at Urawa Reds （页面存档备份，存于）